# Бісерікань (Нямц)
Бісерікань, Бісерікані (рум. Bisericani) — село у повіті Нямц в Румунії. Входить до складу комуни Александру-чел-Бун.
Село розташоване на відстані 280 км на північ від Бухареста, 10 км на захід від П'ятра-Нямца, 104 км на захід від Ясс.

## Населення
За даними перепису населення 2002 року у селі проживали 104 особи, усі — румуни. Усі жителі села рідною мовою назвали румунську.